# Atapuerca
Atapuerca je općina u pokrajini Burgos, španjolske autonomne zajednice Kastilja i Leon, u sjevernoj Španjolskoj. Prema popisu iz 2005. godine imala je 195 stanovnika na 24.34 km2, a najznačajniji događaj je godišnja utrka Cross de Atapuerca koji svake godine privuče oko 2.000 gledatelja.

## Arheološki lokalitet Atapuerca
Arheološki lokalitet Atapuerca je mjesto nekoliko arheoloških nalazišta ljudske prapovijesti koji su od presudne važnosti za povijest Europe. Od svih nalaza najznačajniji je Homo antecessor, koji je najstariji primjerak roda "Homo" u zapadnoj Europi.
Od 2000. godine upisan je na UNESCO-ov popis mjesta svjetske baštine u Europi.
Iskapanje u Atapuercu je otpočelo 1976. godine kada je rudarski inženjer Trino Torres Emiliano Aguirre pronašao gole prapovijesne ljudske fosile. Od tada su otkrivena tri velika nalazišta: Gran Dolina, Sima de los Huesos i Sima del Elefante.

### Sima de los Huesos
Nalazi u Špilji kostiju (Sima de los Huesos) su jedni od najvažnijih poput fosila kostiju starih oko 500.000 do 120.000 godina. Kosti pripadaju skupini od 30 skeleta roda Homo heidelbergensis, pretka Neandertalaca. Kosti su najvjerojatnije namjerno bačene u špilju, a nedostatak životinjskih kostiju, rana od zvijeri i oružja, navode na zaključak kako je riječ o mjestu pogreba. Dvostrana alatka pronađena tu je najvjerojatnije jedaći pribor koji je ostavljen kao grobni dar.

### Gran Dolina
Nalazi iz ove špilje su visoki 18 metara i sadrže ostatke ljudskih kostiju starih od milijun do 100.000 godina, a uključuju i jedine nalaze vrste poznate kao Homo antecessor (star oko 780.000 godina). Ostali važni nalazi su alatke, životinjske kosti, fosili i polen.

### Špilja slonova
U Špilji slonova (Sima del Elefante) pronađeni su dijelovi ljudske bedrene kosti koji su u vezi s izrezbarenim predmetima starim između 1.1 do 1.2 milijuna godina. Ovi nalazi su ljudsko prisustvo u Europi pomjerili 400.000 godina unatrag od dotadašnjeg vjerovanja.
Kako su nalazi jedni od najstarijih nalaza ljudi u Europi, pored onih starih 1.8 milijuna godina u Dmanisi (Gruzija), došlo se do pretpostavke o naseljavanju ljudi u Europi sa zapada, a ne s jugoistoka kako se do tada vjerovalo.

## Vanjske poveznice
- Izložba nalaza u pariškom muzeju Musée de l'Homme à Paris od 16. siječnja do 16. svibnja 2009. godine